# Alan Ball (Fußballspieler, 1945)
James Alan Ball MBE (* 12. Mai 1945 in Farnworth bei Bolton; † 25. April 2007 in Warsash, Hampshire) war ein englischer Fußballspieler und -trainer.

## Karriere
Er war das jüngste Mitglied der Mannschaft, die im Finale der Fußball-Weltmeisterschaft 1966 die deutsche Elf mit 4:2 n. V. besiegte. Insgesamt bestritt er 72 Länderspiele für die englische Fußballnationalmannschaft. Er erzielte dabei 8 Tore. Er war ein unermüdlicher Ballschlepper und Antreiber und kam dabei häufig über die rechte Angriffsseite aus dem Mittelfeld. Bei dem Gewinn des WM-Titels 1966 war die Variante von Trainer Alf Ramsey mit dem „flügellosen Wunder“ einer der Hauptgaranten des Titelgewinns. Ohne brillante Flügelstürmer setzte Ramsey auf ausgesprochen laufstarke Dauerläufer auf den Außenpositionen im Mittelfeld, die ständig in beiden Spielrichtungen unterwegs waren. Das waren rechts Alan Ball und links Martin Peters. Mit dem Strategen, Spielmacher und auch extrem weite Wege gehenden Bobby Charlton zusammen fütterten die beiden Dauerläufer an den Seitenlinien die Stoßstürmer Roger Hunt und Geoff Hurst in der Sturmmitte. So war es auch Ball, der die Flanke zum 3:2 gab.

## Erfolge

### Nationalelf
Der Gewinn des WM-Titels war der größte Erfolg in der Karriere von Alan Ball, der am 9. Mai 1965 in Belgrad gegen Jugoslawien seinen Einstand im Team von Alf Ramsey gab. Auch bei der Weltmeisterschaft 1970 in Mexiko war Alan Ball für England am Ball. Mit 2:3 n. V. wurde im Viertelfinale gegen Deutschland dann aber der vorzeitige Schlusspunkt gesetzt. Der Erfolg der Heim-WM konnte nicht wiederholt werden.

### Verein
In seinen Vereinsstationen Bolton Wanderers, FC Blackpool, FC Everton, FC Arsenal und FC Southampton gelangen ihm aber auch beachtliche Erfolge. Mit dem FC Everton konnte er 1970 sogar den Gewinn der Meisterschaft feiern. Er bestritt insgesamt 633 Erstligaspiele und schoss dabei immerhin 124 Tore.
Zum Abschluss seiner Spielerkarriere spielte er unter anderem in der NASL bei Philadelphia Fury und den Vancouver Whitecaps sowie in Hongkong, bevor er dann als Manager u. a. für Manchester City arbeitete.

## Tod
Alan Ball starb am 25. April 2007 abends in seinem Garten in Warsash in der Grafschaft Hampshire an einem Herzinfarkt. Er hinterließ drei Kinder (einen Sohn und zwei Töchter).